# Suregada occidentalis
Suregada occidentalis är en törelväxtart som först beskrevs av Hoyle, och fick sitt nu gällande namn av Léon Camille Marius Croizat. Suregada occidentalis ingår i släktet Suregada och familjen törelväxter. Inga underarter finns listade i Catalogue of Life.